# Campionati mondiali di nuoto in vasca corta 2022 - Staffetta 4x100 metri stile libero maschile
La gara di nuoto della staffetta 4x100 metri stile libero maschile dei Campionati mondiali di nuoto in vasca corta 2022 è stata disputata il 13 dicembre 2022 presso il Melbourne Sports and Aquatic Centre di Melbourne, in Australia.
Vi hanno preso parte 59 atleti da 13 nazioni.

## Podio
| Posizione | Atleti                                                                           | Squadra     |
| --------- | -------------------------------------------------------------------------------- | ----------- |
| Oro       | Alessandro Miressi Paolo Conte Bonin Leonardo Deplano Thomas Ceccon Manuel Frigo | Italia      |
| Argento   | Flynn Southam Matthew Temple Thomas Neill Kyle Chalmers Shaun Champion           | Australia   |
| Bronzo    | Drew Kibler Shaine Casas Carson Foster Kieran Smith David Curtiss Trenton Julian | Stati Uniti |

## Programma
| Data             | Ora (UTC+1) | Turno    |
| ---------------- | ----------- | -------- |
| 13 dicembre 2022 | 03:20       | Batterie |
| 13 dicembre 2022 | 11:32       | Finale   |

## Record
Prima della manifestazione il record del mondo e il record dei campionati erano i seguenti.
| Record mondiale       | 3:03.03 | Stati Uniti Caeleb Dressel Blake Pieroni Michael Chadwick Ryan Held | 11 dicembre 2018 Hangzhou, Cina |
| Record dei campionati | 3:03.03 | Stati Uniti Caeleb Dressel Blake Pieroni Michael Chadwick Ryan Held | 11 dicembre 2018 Hangzhou, Cina |

Durante l'evento sono stati migliorati i seguenti record:
| Data        | Evento | Atleti                                                                                              | Nazione | Tempo   | Record |
| ----------- | ------ | --------------------------------------------------------------------------------------------------- | ------- | ------- | ------ |
| 13 dicembre | Finale | Alessandro Miressi (46.15) Paolo Conte Bonin (45.93) Leonardo Deplano (45.54) Thomas Ceccon (45.13) | Italia  | 3:02.75 | ,      |

## Risultati

### Batterie[2]
I primi 8 tempi accedono alla finale.
| Pos | Batt | Corsia | Nazione       | Atleti                                                                                             | Tempo   | Note |
| --- | ---- | ------ | ------------- | -------------------------------------------------------------------------------------------------- | ------- | ---- |
| 1   | 2    | 4      | Italia        | Alessandro Miressi (46.08) Leonardo Deplano (46.19) Manuel Frigo (46.51) Paolo Conte Bonin (45.68) | 3:04.46 | Q    |
| 2   | 1    | 5      | Brasile       | Gabriel Santos (47.31) Breno Correia (45.96) Lucas Peixoto (46.76) Pedro Spajari (46.79)           | 3:06.82 | Q    |
| 3   | 1    | 4      | Stati Uniti   | David Curtiss (48.07) Drew Kibler (45.91) Trenton Julian (46.77) Kieran Smith (46.08)              | 3:06.83 | Q    |
| 4   | 1    | 3      | Australia     | Thomas Neill (47.00) Flynn Southam (46.55) Shaun Champion (47.49) Matthew Temple (45.98)           | 3:07.02 | Q    |
| 5   | 1    | 6      | Spagna        | Sergio de Celis (46.71) Luis Domínguez (46.37) Mario Mollà (46.69) Carles Coll (47.98)             | 3:07.75 | Q    |
| 6   | 2    | 5      | Paesi Bassi   | Stan Pijnenburg (47.24) Kenzo Simons (47.31) Caspar Corbeau (46.52) Luc Kroon (47.51)              | 3:08.58 | Q    |
| 7   | 2    | 6      | Canada        | Ruslan Gaziev (47.32) Ilya Kharun (47.34) Yuri Kisil (46.57) Finlay Knox (47.57)                   | 3:08.80 | Q    |
| 8   | 2    | 2      | Giappone      | Katsuhiro Matsumoto (47.90) Katsumi Nakamura (46.77) Masahiro Kawane (46.95) Hidenari Mano (47.63) | 3:09.25 | Q    |
| 9   | 1    | 7      | Nuova Zelanda | Cameron Gray (47.93) Carter Swift (46.92) Zac Dell (47.59) George Williams (48.53)                 | 3:10.97 |      |
| 10  | 2    | 1      | Bulgaria      | Deniel Nankov (47.81) Josif Miladinov (48.16) Antani Ivanov (48.14) Kaloyan Bratanov (48.04)       | 3:12.15 |      |
| 11  | 1    | 2      | Hong Kong     | Cheuk Ming Ho (48.71) Ian Ho (47.95) Ng Yan Kin (50.17) Ng Cheuk Yin (47.84)                       | 3:14.67 |      |
| 12  | 1    | 1      | Taipei cinese | Wang Kuan-hung (48.33) Chuang Mu-lun (48.89) Cai Bing-rong (50.97) Wang Hsing-hao (49.06)          | 3:17.25 |      |
| 13  | 2    | 7      | Sudafrica     | Simon Haddon (48.75) Clayton Jimmie (48.75) Kian Keylock (50.70) Matthew Sates (57.31)             | 3:25.51 |      |
| -   | 2    | 3      | Cina          | | DNS     |      |

### Finale[3]
| Pos | Corsia | Nazione     | Atleti                                                                                              | Tempo   | Note   |
| --- | ------ | ----------- | --------------------------------------------------------------------------------------------------- | ------- | ------ |
| 1   | 4      | Italia      | Alessandro Miressi (46.15) Paolo Conte Bonin (45.93) Leonardo Deplano (45.54) Thomas Ceccon (45.13) | 3:02.75 | WR, CR |
| 2   | 6      | Australia   | Flynn Southam (47.04) Matthew Temple (46.06) Thomas Neill (46.55) Kyle Chalmers (44.98)             | 3:04.63 | OR     |
| 3   | 3      | Stati Uniti | Drew Kibler (46.84) Shaine Casas (45.90) Carson Foster (46.58) Kieran Smith (45.77)                 | 3:05.09 |        |
| 4   | 5      | Brasile     | Gabriel Santos (47.04) Breno Correia (46.64) Lucas Peixoto (46.54) Pedro Spajari (46.63)            | 3:06.85 |        |
| 5   | 1      | Canada      | Ruslan Gaziev (47.08) Yuri Kisil (46.41) Javier Acevedo (46.18) Ilya Kharun (47.43)                 | 3:07.10 |        |
| 6   | 2      | Spagna      | Sergio de Celis (46.90) Luis Domínguez (46.63) Mario Mollà (46.44) Carles Coll (47.22)              | 3:07.19 |        |
| 7   | 8      | Giappone    | Katsuhiro Matsumoto (46.72) Katsumi Nakamura (46.63) Masahiro Kawane (46.93) Hidenari Mano (47.65)  | 3:07.93 |        |
| 8   | 7      | Paesi Bassi | Stan Pijnenburg (47.74) Caspar Corbeau (46.75) Nyls Korstanje (46.96) Thom de Boer (47.39)          | 3:08.84 |        |